# Monuments nationaux de Novi Grad
Cet article recense les monuments nationaux situés sur le territoire de la municipalité de Novi Grad (Bosanski Novi) en Bosnie-Herzégovine et dans la république serbe de Bosnie. La liste établie par la Commission pour la protection des monuments nationaux compte 6 monuments nationaux inscrits sur la liste principale et 4 monuments inscrits sur une liste provisoire.

## Monuments nationaux
| Monument                                       | Ville ou village          | Géolocalisation | Datation         | Commentaire éventuel                                        | Photo |
| ---------------------------------------------- | ------------------------- | --------------- | ---------------- | ----------------------------------------------------------- | ----- |
| Église du Linceul-de-la-Mère-de-Dieu de Rudice | Rudice                    |                 | ?                | Avec l'école et la maison paroissiales                      |       |
| Galerie municipale de Novi Grad                | Novi Grad (Bosanski Novi) |                 | 1878-1900        |                                                             |       |
| Harem Jablanice                                | Novi Grad (Bosanski Novi) |                 | À partir de 1790 | Cimetière                                                   |       |
| Legs de Stojan Ćelić                           | Novi Grad (Bosanski Novi) |                 | XXe siècle       | Stojan Ćelić, peintre ; dans le Centre culturel et éducatif |       |
| Site archéologique de Mekota                   | Gornji Rakani             |                 | Préhistoire      |                                                             |       |
| Hôtel de ville de Novi Grad                    | Novi Grad (Bosanski Novi) |                 | 1888             |                                                             |       |

## Liste provisoire
| Monument                                 | Ville ou village          | Géolocalisation | Datation | Commentaire éventuel | Photo |
| ---------------------------------------- | ------------------------- | --------------- | -------- | -------------------- | ----- |
| Site archéologique de Blagaj             | Blagaj Rijeka             |                 |          |                      |       |
| Église Saint-Nicolas de Dobrljin         | Dobrljin                  |                 |          |                      |       |
| Église de la Sainte-Trinité de Novi Grad | Novi Grad (Bosanski Novi) |                 |          |                      |       |
| Forteresse de Blagaj (Novi Grad)         | Blagaj Japra              |                 |          |                      |       |